# Africa Sports National
Africa Sports National je nogometni klub iz Abidjana, Obala Bjelokosti.

## Poznati igrači
- Kossi Agassa
- Franck Atsou
- Jonas Meyer
- Kwame Ayew
- Joseph-Antoine Bell
- Ishmael Dyfan
- Brima Kamara
- Serge Die
- Kader Keïta
- Stephen Keshi
- Thompson Oliha
- Serge Maguy
- Jean-Jacques Tizié
- Tiassé Koné
- Olivier Ottro Gnakabi
- Rashidi Yekini

## Poznati treneri
- Francesco Moriero
- Salvatore Antonio Nobile